# أب زالو العليا نقارة خانة (كبغيان)
أب زالو العليا نقارة خانة (بالفارسية: آب‌زالو علیا نقاره‌خانه) هي قرية تقع في إيران في قسم كبغيان الريفي. يقدر عدد سكانها بـ 44 نسمة .